# Laura Peverara
Laura Peverara, o Peperara (Màntua, 1545 - Ferrara, 29 de desembre de 1600), va ser una cantant virtuosa però a més fou, arpista, ballarina i compositora molt admirada dins la cort de Ferrara.
El nom de Laura Peverara (que en altres documents apareix com Laura "Peperara") ha passat a la història gràcies no només als testimonis dels seus contemporanis sobre el seu gran talent com a cantant, sinó també per la seva predominant presència dins del grup d'intèrprets conegut com a Concerto delle me o Concerto delle donne que es va crear a la cort ferraresa dels ducs d'Este i del qual també van formar part intèrprets com Livia d'Arco, Anna Guarini i, per algun temps, la cantant Tarquinia Molza, vinguda a Ferrara des Mòdena com a component del seguici de la duquessa Margherita.

## Context històric
Duran la segona meitat del segle xvi a Italia, es va desenvolupar la curiositat per les obres del passat clàssic que anava a donar lloc al fet que els literats, els arquitectes, els músics i els cultivadors de totes les arts pretenguessin equiparar les seves creacions al nivell de perfecció assolit per les dels grecs i romans. Mentre que a poc a poc es difonien les idees humanistes sobre el nou paper que corresponia a l'individu, creixia la popularitat del madrigal, amb el seu particular retòrica musical i textual, al mateix temps que sorgien "escoles" de compositors que pretenien desenvolupar l'art de la monodia, de "cantar sol" acompanyat el cantant per altres instruments. Tots aquests factors van contribuir a generalitzar una noció que resultava relativament nova per als auditoris de l'època: la de l'estima pel cant d'un intèrpret en particular, per un timbre especialment bonic, per la seva creativitat per improvisar disminucions o per l'estil propi amb el que aquest cantant pogués expressar els Affetti, les manifestacions del sentiment humà a les que molt aviat començarien a referir-se els tractadistes de l'època en les seves obres (vegeu Teoria dels afectes).

## Formació musical
El seu naixement en una família adinerada de Màntua li havia permès accedir a l'educació pròpia de les dames de la noblesa, en la que hi havia el costum d'instruir les joves al costat dels cortesans de la seva edat en disciplines diverses entre les que destacaven la dansa, la poesia o la pràctica musical. És clar que aquesta instrucció no es trobava encaminada en cap cas a l'educació de futures professionals de cap d'aquestes o altres disciplines, sinó tan sols a dotar les donzelles dels recursos necessaris per a relacionar-se amb els altres i per desenvolupar-se de manera elegant en els entorns cortesans en els quals hauria de correspondre viure. No obstant això, en el cas de la Laura Peverara, així com en el de la resta de les components de l'anomenat Concerto delle Dame o en el d'altres intèrprets i en alguns casos també compositores que van viure al llarg dels segles posteriors, com Barbara Strozzi o Francesca Caccini, el seu art havia de permetre'ls conèixer una popularitat i emprendre una carrera com a intèrprets comparable des de tots els punts de vista a la qual havien de conèixer altres cantants, a partir de l'època en què va començar a desenvolupar-se l'escola del bel canto.
La personalitat com a intèrpret de Peverara devia fascinar als seus contemporanis de la mateixa manera que en els segles posteriors ho aconseguiria la de les dives operístiques més sol·licitades en cada moment, almenys a jutjar per la gran quantitat de poemes que li van ser dedicats per autors com Torquato Tasso, el cèlebre autor de la Gerusalemme liberata. És també el nom de Laura Peverara el que apareix en la dedicatòria de diverses antologies d'obres musicals: les que porten per títol el d'Il Lauro secco i el d'Il Lauro verd, utilitzant una vegada més el conegut recurs dins de la tradició de les lletres italianes del Renaixement de jugar amb la similitud fonètica del nom de la cantant i el del mític arbre del llorer. Les dues antologies van ser publicades a Ferrara en els anys 1582 i 1583 respectivament. També a ella li va ser dedicada una tercera col·lecció d'obres manuscrites.
La popularitat de Laura Peverara i l'èxit que van aconseguir les seves interpretacions com a component del Concerto delle me va animar a altres dames de la cort de Ferrara a desenvolupar les seves habilitats musicals, el que va donar lloc al fet que el nom de Concerto delle donne o delle dona'm arribés a un significat més genèric i passés de denominar un grup concret compost per tres cantants a referir-se a l'activitat de totes aquelles intèrprets que van aconseguir cert reconeixement en la cort dels ducs d'aquest.
Entre els anys 1582 i 1583 Laura Peverara va compondre un llibre de madrigals que més tard va ser publicat pels músics ferraresos. El volum també conté un madrigal en quatre parts descriptiu de les estacions.